# Organització Internacional per a les Migracions
L'Organització Internacional per a les Migracions (OIM) és la principal organització intergovernamental que treballa en l'àmbit de la migració. La missió declarada de l'OIM és promoure la migració humana i ordenada proporcionant serveis i assessorament als governs i als migrants. Ofereix serveis i assessorament en matèria de migració als governs i als migrants, inclosos els desplaçats interns, els refugiats i els treballadors migrants. El setembre de 2016, l'OIM es va convertir en una organització relacionada amb les Nacions Unides.
Inicialment es va establir el 1951 com a Comitè Intergovernamental per a les Migracions Europees (ICEM) per ajudar a reassentar les persones desplaçades per la Segona Guerra Mundial. Des de l'any 2021 l'Organització Internacional per a les Migracions compta amb 173 estats membres i nou estats observadors.
L'OIM treballa per ajudar a garantir la gestió ordenada i humana de la migració, per promoure la cooperació internacional en qüestions migratòries, per ajudar en la recerca de solucions pràctiques als problemes migratoris i per proporcionar assistència humanitària als migrants que ho necessiten, ja siguin refugiats, persones desplaçades o altra gent desarrelada.
La Constitució de l'OIM reconeix explícitament el vincle entre la migració i el desenvolupament econòmic, social i cultural.
L'OIM treballa en les quatre grans àrees de gestió de la migració: migració i desenvolupament, facilitar la migració, regular la migració i abordar la migració forçada. Les activitats transversals inclouen la promoció de la llei de migració internacional, el debat polític i l'orientació, la protecció dels drets dels migrants, la salut migratòria i la dimensió de gènere de la migració.
A més, l'OIM ha organitzat sovint eleccions per als refugiats fora del seu país d'origen, com va ser el cas de les eleccions afganeses del 2004 i les eleccions iraquianes del 2005.

## Història

### Antecedents
L'Organització Internacional per a les Migracions (OIM) va ser fundada el 1951 com a resposta al gran nombre de desplaçats interns i refugiats de guerra a Europa després de la Segona Guerra Mundial. L'OIM va ser inicialment una agència logística que va organitzar el transport de prop d'un milió de migrants a la dècada de 1950 i ha sofert diversos canvis de nom des dels seus inicis.Amb l'encàrrec d'ajudar els governs europeus a identificar països de reassentament per als 11 milions de persones desarrelades per la guerra, l'OIM va organitzar el transport per a gairebé un milió de migrants durant la dècada de 1950.
L'organització va patir una successió de canvis de nom. El 1951 va passar d'anomenar-se Comitè Intergovernamental Provisional per al Moviment de Migrants d'Europa (PICMME) a Comitè Intergovernamental per a les Migracions Europees (ICEM). El 1980 passà a anomenar-se Comitè Intergovernamental per a les Migracions (ICM) i, finalment, el 1989, al seu nom actual, Organització Internacional per a les Migracions (OIM). Aquests canvis reflecteixen la transició de l'organització durant mig segle d'una agència operativa a una agència de migració.

### Integració a la ONU
El 1992, se li va concedir l'estatus d'observador a l'Assemblea General de les Nacions Unides (resolució de l'AG A/RES/47/4). El setembre de 2016, els estats membres de les Nacions Unides (ONU), a través de l'Assemblea General, van adoptar per unanimitat una resolució que aprovava l'acord per transformar l'OIM en una organització afiliada a l'ONU. Aquest acord ha reforçat la relació entre l'OIM i l'ONU i ha millorat la seva capacitat per complir els seus respectius mandats en interès dels migrants i dels Estats membres.
Des de les seves arrels com a agència logística operativa, l'OIM ha ampliat el seu abast per convertir-se en l'agència internacional líder que treballa amb governs i societats civils per avançar en la comprensió dels problemes migratoris, fomentar el desenvolupament social i econòmic mitjançant la migració i defensar la dignitat humana i el benestar dels migrants.
L'abast més ampli d'activitats s'ha acompanyat d'una ràpida expansió d'una agència relativament petita a una amb un pressupost operatiu anual de 1.800 milions de dòlars i uns 11.500 empleats que treballen en més de 150 països d'arreu del món.
Com a "agència de migració de les Nacions Unides", l'OIM s'ha convertit en un punt de referència principal en el debat global sobre les implicacions socials, econòmiques i polítiques de la migració al segle xxi. L'OIM va donar suport a la creació del Pacte Mundial per a les Migracions, el primer acord intergovernamental sobre migració internacional que es va adoptar a Marràqueix, al Marroc, el desembre de 2018. Per donar suport a la implementació, el seguiment i la revisió del Pacte Mundial sobre Migració, el secretari general de l'ONU, António Guterres, va establir la Xarxa de les Nacions Unides sobre Migració el 2019. L'OIM coordina la Xarxa de les Nacions Unides sobre Migració que inclou ACNUR, PMA i PNUD, entre d'altres.
Mentre que analitzant la història de l'OIM es pot fer un seguiment dels desastres naturals i provocats per l'home de l'últim mig segle: Hongria (1956), Txecoslovàquia (1968), Xile (1973), crisi dels refugiats vietnamites (1975), Kuwait (1990), Kosovo i Timor (1999), el tsunami asiàtic (2004), la invasió de l'Iraq (2003), el terratrèmol del Pakistan (2004/2005), el terratrèmol d'Haití (2010) i la crisi migratòria europea en curs, el seu credo que la migració humana i ordenada beneficia els migrants i la societat ha guanyat constantment acceptació internacional.

## Crítiques a Austràlia
La gestió de les migracions per part de l'organització a Austràlia ha rebut diverses crítiques. El 2003, tant Amnistia Internacional com Human Rights Watch van criticar el paper de la OIM en la «Solució Pacífica» del govern australià, consistent a traslladar als sol·licitants d'asil a centres de detenció extraterritorials. Human Rights Watch va criticar a la OIM per gestionar el Centre Regional de Processament de Menors i el centre de processament de Nauru malgrat no tenir un mandat de protecció de refugiats.  Aquesta entitat va criticar a la OIM per participar en «detencions arbitràries» i per denegar als sol·licitants d'asil l'accés a assessorament jurídic i va instar a la OIM a posar fi al funcionament dels centres de tramitació, que va qualificar de «centres de detenció», i a lliurar la gestió dels centres a l'Alt Comissionat de les Nacions Unides per als Refugiats.
Amnistia Internacional va expressar la seva preocupació pel fet que la OIM emprengués accions en nom de governs que afectaven negativament els drets humans de sol·licitants d'asil, refugiats i migrants. Va citar l'exemple de catorze kurds a Indonèsia que van ser expulsats d'aigües australianes per les autoritats australianes i reubicats a Indonèsia. Va demanar garanties que la OIM respectaria el principi de no devolució.
En 2022, els investigadors Asher Hirsch i Cameron Doig van descriure a The Globe and Mail el paper exercit per la OIM en l'allotjament de refugiats a Indonèsia, qualificant-lo de «vernís humanitari mentre duu a terme activitats que violen els drets en nom de les nacions occidentals».
El Consell de Refugiats d'Austràlia va descriure la gestió de la migració per part De la OIM, amb finançament del govern australià, fent esment a «condicions inhumanes, confinament en solitari, falta d'articles de primera necessitat i d'atenció mèdica, abusos físics i sexuals, i greu amuntegament». Rohingya John Joniad va assegurar que l'espai era una «presó oberta».

## Estats membres

Estats membres de l'OIM:

A partir del 2021, l'Organització Internacional per a les Migracions compta amb 174 estats membres i 8 estats observadors.

### Estats membres
- Afganistan
- Albània
- Algèria
- Angola
- Antigua i Barbuda
- Argentina
- Armènia
- Austràlia
- Àustria
- Azerbaidjan
- Bahames
- Bangla Desh
- Belarús
- Bèlgica
- Belize
- Benín
- Bolívia
- Bòsnia i Hercegovina
- Botswana
- Brasil
- Bulgària
- Burkina Faso
- Burundi
- Cap Verd
- Cambodja
- Camerun
- Canadà
- República Centreafricana
- Txad
- Xina
- Xile
- Colòmbia
- Comores
- República del Congo
- Illes Cook
- Costa Rica
- Costa d'Ivori
- Croàcia
- Cuba
- Xipre
- República Txeca
- República Democràtica del Congo
- Dinamarca
- Djibouti
- Dominica
- República Dominicana
- Equador
- Egipte
- El Salvador
- Eritrea
- Estònia
- Eswatini
- Etiòpia
- Fiji
- Finlàndia
- França
- Gabon
- Gàmbia
- Geòrgia
- Alemanya
- Ghana
- Grècia
- Granada
- Guatemala
- Guinea
- Guinea-Bissau
- Guyana
- Haití
- Santa Seu
- Hondures
- Hongria
- Islàndia
- Índia
- Iran
- Irlanda
- Israel
- Itàlia
- Jamaica
- Japó
- Jordània
- Kazakhstan
- Kenya
- Kiribati
- Kirguizstan
- Laos
- Letònia
- Lesotho
- Libèria
- Líbia
- Lituània
- Luxemburg
- Madagascar
- Malawi
- Maldives
- Mali
- Malta
- Illes Marshall
- Mauritània
- Maurici
- Mèxic
- Micronèsia
- Mongòlia
- Montenegro
- Marroc
- Moçambic
- Myanmar
- Namíbia
- Nauru
- Països Baixos
- Nepal
- Nova Zelanda
- Nicaragua
- Níger
- Nigèria
- Macedònia del Nord
- Noruega
- Pakistan
- República de Palau
- Panamà
- Papua Nova Guinea
- Paraguai
- Perú
- Filipines
- Polònia
- Portugal
- República de Corea
- República de Moldàvia
- Romania
- Federació de Rússia
- Ruanda
- Saint Kitts i Nevis
- Saint Lucia
- Saint Vincent i les Grenadines
- Samoa
- São Tomé i Príncep
- Senegal
- Sèrbia
- Seychelles
- Sierra Leone
- Eslovàquia
- Eslovènia
- Illes Salomó
- Somàlia
- Sud-àfrica
- Sudan del Sud
- Espanya
- Sri Lanka
- Sudan
- Surinam
- Suècia
- Suïssa
- Tadjikistan
- Tailàndia
- Timor-Leste
- Togo
- Tonga
- Trinitat i Tobago
- Tunísia
- Turquia
- Turkmenistan
- Tuvalu
- Uganda
- Ucraïna
- Regne Unit
- República Unida de Tanzània
- Estats Units
- Uruguai
- Uzbekistan
- Vanuatu
- Veneçuela
- Vietnam
- Iemen
- Zàmbia
- Zimbabwe

### Estats observadors
- Bahrain
- Bhutan
- Indonèsia
- Kuwait
- Malàisia
- Qatar
- San Marino
- Aràbia Saudita